# Jesse Metcalfe
Jesse Eden Metcalfe (sinh ngày 9 tháng 12 năm 1978) là một nam diễn viên người Mỹ. Anh nổi tiếng với các vai John Rowland trong Desperate Housewives và vai Miguel Lopez-Fitzgerald trong vở kịch Passions.

## Tiểu sử
Metcalfe sinh ra tại tiểu bang California. Cha mẹ anh là Scott và Nancy Metcalfe. Cha của anh mang dòng máu Pháp và Ý còn mẹ anh thì mang Bồ Đào Nha và Italy. Anh từng chơi bóng rổ thời niên thiếu và theo học tại Waterford, Connecticut. Anh tốt nghiệp trường The Williams School ở New London, Connecticut nhưng quyết định không vào đại học đẻ theo đuổi sự nghiệp biên kịch/đạo diễn.

## Sự nghiệp
Jesse Metcalfe chuyến đến Los Angeles để theo đuổi sự nghiệp điện ảnh. Anh đóng vai Miguel Lopez-Fitzgerald trong vở kịch Passions nổi tiếng từ năm 1999 đến năm 2004.
Năm 2004, anh tham gia đóng vai John Rơland trong bộ phim truyền hình hài kịch của đài ABC Desperate Housewives. Trong phim này, anh đóng vai người thợ làm vườn trẻ tuổi có mối quan hệ tình ái với bà chủ xinh đẹp Gabrielle Solis (do Eva Longoria Parker thủ vai). Anh gây ấn tượng với khán giả bởi một thể hình đẹp được phô bày trong hầu hết các cảnh phim anh xuất hiện. Tháng 11 năm 2004, USA Today gọi anh là "biểu tượng sex nóng nhất" của bộ phim.
Vai chính trong phim đầu tiên của Jesse metcalfe là John Tucker trong bộ phim John Tucker Must Die, ra mắt năm 2006.

### Phim
| Năm  | Tên phim                                  | Vai diễn         | Chú thích    |
| ---- | ----------------------------------------- | ---------------- | ------------ |
| 2003 | 44 Minutes: The North Hollywood Shoot-Out | đồng phục        | phim trên TV |
| 2006 | John Tucker Must Die                      | John Tucker      |              |
| 2008 | Loaded                                    | Tristan Price    |              |
| 2008 | Insanitarium                              | Jack             |              |
| 2008 | The Other End of the Line                 | Granger Woodriff |              |
| 2009 | Beyond a Reasonable Doubt                 | C.J. Nichols     |              |

### Truyền hình
| Năm       | Tên phim             | Vai diễn                | Chú thích                              |
| --------- | -------------------- | ----------------------- | -------------------------------------- |
| 1999–2004 | Passions             | Miguel Lopez-Fitzgerald | vai hợp đồng                           |
| 2003–2004 | Smallville           | Van McNulty             | 2 tập                                  |
| 2004–2006 | Desperate Housewives | Jonathan "John" Rowland | phần 1 (vai chính), phần 2,3 (vai phụ) |
| 2007      | Desperate Housewives | Jonathan "John" Rowland | 1 tập: Art Isn't Easy (tập 4.05)       |

## Giải thưởng
- 2000: Đề cử giải "Ngôi sao tuổi teen được yêu thích" (Passions)
- 2004: Thắng giải "Diễn xuất nổi bật trong phim hài" (Desperate Housewives)
- 2005: Đề cử "Diễn viên truyền hình phim hài kịch" tại Teen Choice Award (Desperate Housewives)
- 2005: Thắng giải "Nam diễn viên truyền hình mới xuất sắc" tại Teen Choice Award (Despertae Housewives)